# Маннонен (остров)
Маннонен (фин. Mannonen) — российский остров в северо-восточной части Финского залива, административно подчинённый Выборгскому району Ленинградской области. Расположен в центре архипелага Большой Фискар.